# Russisches Dramentheater Bischkek
Das Russische Dramentheater Bischkek (auch: Tschingis-Aitmatow-Dramentheater) ist eines der bedeutendsten Theater Kirgisistans. Es genoss bereits zu Zeiten der Sowjetunion einen guten Ruf, leidet aber seit dem Zerfall der Sowjetunion unter der Auswanderung zahlreicher kirgisischer Kulturschaffender.

## Geschichte
Das Theater wurde 1935 in Bischkek, der Hauptstadt der damaligen Kirgisischen Autonomen Sozialistischen Sowjetrepublik gegründet. Ziel des Theaters war vor allem die Stärkung der Beziehung zwischen Russland und Kirgisistan, das als Teil der Sowjetunion auch kulturell russifiziert werden sollte. Am 6. November 1935 nahm das Theater mit einem Stück des russischen Autors Alexander Yanovsky den Spielbetrieb auf. In den folgenden Jahrzehnten erarbeitete sich das Theater den Ruf als eines der besten Theater Zentralasiens. Zunehmend wurden Stücke des berühmten kirgisischen Schriftstellers Tschingis Aitmatow zu einem wichtigen Teil des Programms des Russischen Dramentheaters. 1988 gastierte das Ensemble des Dramentheater aus Bischkek in Moskau und zeigte dort ein Stück Aitmatows.

### Nach dem Zerfall der Sowjetunion
Der Zerfall der Sowjetunion und die Unabhängigkeit Kirgisistans 1991 stellten auch für das Russische Dramentheater einen Einschnitt dar. Zahlreiche Künstler verließen Bischkek in Richtung Russland und finanzielle Schwierigkeiten gefährdeten die Existenz des Theaters. Heute wird die Tradition des Russischen Dramentheater von einem kleinen Ensemble fortgeführt, es mangelt aber immer noch an finanziellen Mitteln für einen regelmäßigen Spielbetrieb. Trotzdem finden im Dramentheater häufig Aufführungen und andere Kulturveranstaltungen statt. Mit der Zeit haben sich auch die Ziele des Theaters verändert. Inzwischen ist das Theater vor allem auf die Vermittlung kirgisischer Kultur ausgerichtet und widmet sich den Werken lokaler Schriftsteller und Künstler. Weiterhin kooperiert das Dramentheater aber mit russischen Kultureinrichtungen, beispielsweise durch Gastauftritte in russischen Theatern. Im November 2019 gastierte das Ensemble des Dramentheaters in Tscheljabinsk, Kurgan und Magnitogorsk. Zudem treten auch russische Künstler auf der Bühne des Dramentheaters auf, beispielsweise gastierte das Wolkow-Theater aus Jaroslawl im September 2019 für einigte Tage in Bischkek und zeigte mehrere Aufführungen im Dramentheater.

## Gebäude
Das Gebäude des Russischen Dramentheaters befindet sich im Zentrum Bischkeks. Südwestlich des Gebäudes befindet sich der Ala-Too-Platz, im Nordwesten liegt der Panfilow-Park. Das Gebäude selbst ist im Stil der Klassischen Moderne mit großen Fensterfronten erbaut. Im Umkreis des Dramentheaters befinden sich mit dem Nationalmuseum der Schönen Künste und dem Opern- und Balletttheater Bischkek weitere bedeutende Kultureinrichtungen.